# Ćwiklice
Ćwiklice is een plaats in het Poolse district  Pszczyński, woiwodschap Silezië. De plaats maakt deel uit van de gemeente Pszczyna en telt 2400 inwoners.